# Quận St. Lucie, Florida
Quận St. Lucie là một quận thuộc tiểu bang Florida, Hoa Kỳ. Quận lỵ đóng ở Fort Pierce, Florida6. 
Dân số theo điều tra năm 2000 của Cục điều tra dân số Hoa Kỳ là 277.789 người.
Quận St Lucie được bao gồm trong khu vực thống kê đô thị Port St. Lucie, FL, mà cũng được bao gồm khu vực thống kê kết hợp Miami-Fort Lauderdale-Port St. Lucie, FL.

## Địa lý
Theo Cục điều tra dân số Hoa Kỳ, quận này có diện tích 1782 km2, trong đó có 299 km2 là diện tích mặt nước.